# Abraham Zacuto
Abraham Zacuto, auch Zacuto von Salamanca oder nach der portugiesischen Schreibweise Abraão Zacuto, eigentlich Abraham ben Schmuel Zacuth (* 1450 in Salamanca, Spanien; † um 1510 in Damaskus) war ein sephardischer Astronom, der als königlicher Astronom für König João II. von Portugal arbeitete.

## Leben
Zacuto war bis zur Vertreibung der Juden aus Spanien im Jahr 1492 Professor an der Universität Salamanca. Er zog nach Portugal und wurde dort königlicher Astronom. 1496 wurden die Juden anlässlich der Heirat von König Manuel I. mit der spanischen Königstochter auch aus Portugal vertrieben.
Zacuto flüchtete nach Tunis. Als auch dort Judenverfolgungen ausbrachen, emigrierte er in das Osmanische Reich.
Der Mondkrater Zagut ist nach ihm benannt.

## Werk

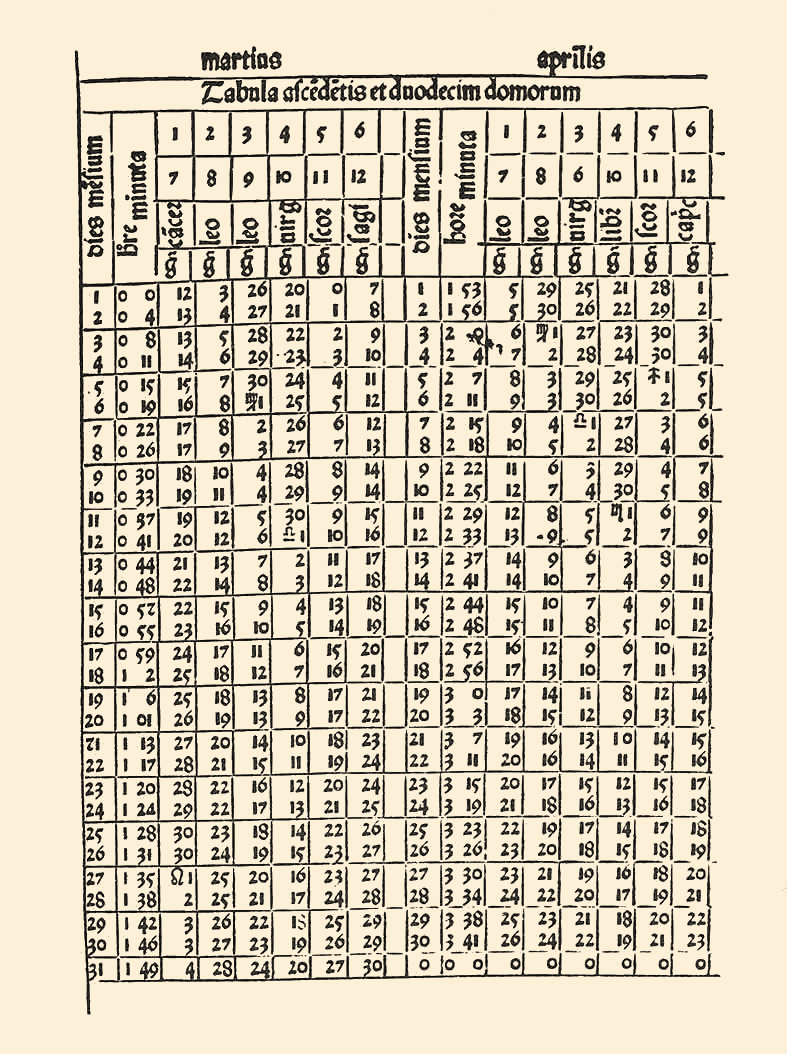
Seite aus dem Almanach Perpetuum

Er entwickelte Planetentafeln, mit denen man die Positionen von Planeten vorausberechnen konnte. Sein Schüler José Vizinho übersetzte es aus dem Hebräischen. Sein Buch „Almanach Perpetuum“ war ein wichtiges Instrumentarium für die Seefahrt; es zählt zu den ersten vier Büchern, die in Portugal nach der Gutenberg-Methode mit beweglichen Metall-Lettern gedruckt wurden.
Christoph Kolumbus, der mit Zacuto und Vizinho in engem Kontakt stand, benutzte lebenslang ein Exemplar.
Zacuto war Rabbiner seiner Gemeinde und schrieb 1504 in Tunis Sefer Hayuhasin, eine Geschichte des Judentums von der Schöpfung bis zum Jahre 1500.